# Ледивуд

Ледивуд в пределах графства Уэст-Мидлендс

Ледивуд (англ. Ladywood) — городской район расположенный рядом с центральной частью Бирмингема. В июне 2004 года Бирмингемский городской совет провел общегородскую «ревизию границ» (англ. Ward Boundary Revision), чтобы округлить тридцать девять бирмингемских городских районов до сорока. В результате этого границы района Ледивуд были расширены и включили в себя соседние районы Хокли, Ли-Бэнк и Центральный Бирмингем.

## Демография
Во время переписи населения 2001 года было подсчитано, что в Ледивуде проживает 23 789 человек. Плотность населения составляет 3 330 человек на км2, проживающих в пределах его 7,1 км2 границы, по сравнению с 3 649 человек на км2 по Бирмингему в целом. Почти половина населения Ледивуда (49 %) состоит из этнических меньшинств по сравнению с 29,6 % для Бирмингема в целом. Самыми крупным представительством среди этнических меньшинств являются афро-карибские группы — 13,18 %, индийские — 11,65 %, пакистанские — 10,64 % и смешанные расы — 5,52 %.

## Жилищное строительство и землепользование

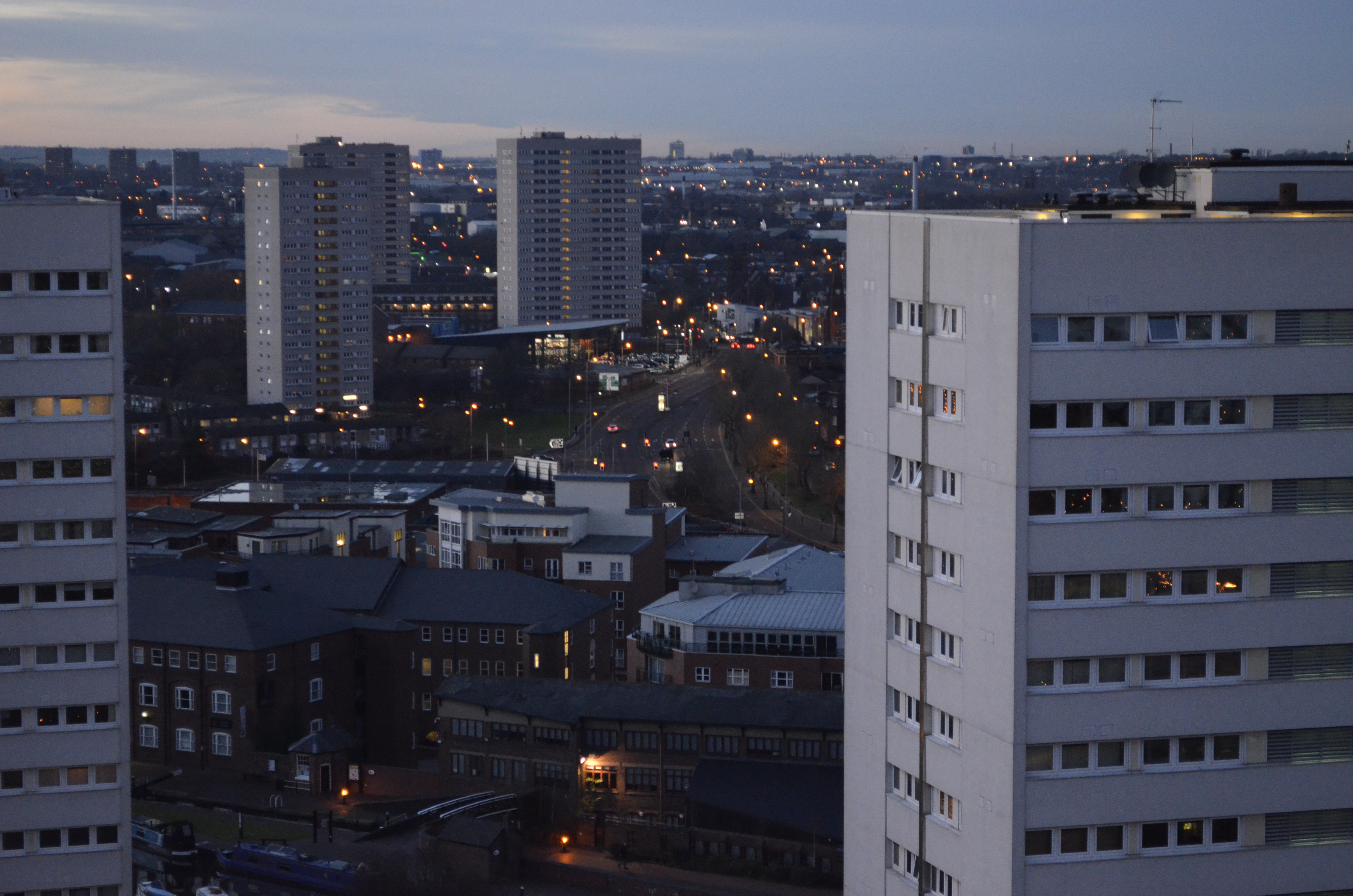
Знаменитые высотки («башни») Ледивуда, названные Миком Уоллом, «определяющим символом современности в Британии ранних 1970-х»

Ледивуд объединяет районы различного землепользования: городской центр (экономический деловой район), Ювелирный квартал и Брод-стрит, с недвижимостью бизнес-класса, район Ли-Бэнк (ныне известный как Центральный парк), который был полностью перестроен, а также оставшуюся часть, которая является самим Ледивудом (здесь именуемым «остальным Ледивудом» — то есть то, что является самим Ледивудом), в котором проживает относительно бедные слои населения.
Большая часть «остального Ледивуда» была перестроена в 1960-х годах, когда муниципальные власти решили снести террасные трущобы, чтобы освободить место для нового малоэтажного жилья, а также высокоэтажных многоквартирных комплексов. Хотя новые дома были улучшены по сравнению с их предшественниками с точки зрения качества и санитарии, во многих местных районах стали преобладать социальные проблемы, включая автомобильную преступность, торговлю наркотиками, антиобщественное поведение и многие другие, обычно связанные с внутренними городскими районами по всей Англии.
В 1960-х и 1970-х годах в пределах Ледивуда было построено более 20 многоэтажных жилых домов, однако шесть из них были снесены в начале 2000-х.
Относительно недавно были сделаны инвестиции в улучшение физического состояния этого района. Некоторые высотные здания были либо снесены, либо отреставрированы, не в последнюю очередь с введением консьержей или систем видеонаблюдения. Эти и другие подобные меры, возможно, привели к снижению уровня антиобщественного поведения.
Муниципальные власти вынашивают планы построить жилье высокой плотности, возможно, более 1100 единиц, на 54 акрах заброшенной промышленной земли в порту Икфилд (англ. Icknield Port). Эти предложения включают в себя старый стиль возведения жилья — «спина к спине» — с внутренними дворами, вызывающими опасения у экспертов потенциального превращения в трущобы, в будущем.
В районе расположены две библиотеки: Спринг-Хилл, а также Центральная библиотека Ледивуда.

## Политика
В настоящее время Ледивуд представляют три члена Совета лейбористов в Бирмингемском городском совете: сэр Альберт Борн, Кэт Хартли и Карл Райс.
Ууправляющим комитетом и Временного управляющим окрестностями Ледивуда являются Кей Томас и Сандра Лоуренс соответственно.

## Известные жители
- Вашингтон Ирвинг (1783—1859) американский писатель. Начал заниматься литературной деятельностью во время проживания с семьей в Бирмингеме.
- Альфред Джозеф Найт (1888—1960), кавалер Креста Виктории за заслуги в Первой мировой войне.
- Джон Рональд Толкин (1892—1973), писатель и ученый, жил в районе Эджбастон[англ.], ныне, после расширения границ, ставшего частью Ледивуда.